# Theretra capensis
Theretra capensis ist ein Schmetterling (Nachtfalter) aus der Familie der Schwärmer (Sphingidae).

## Merkmale
Die Falter haben eine Vorderflügellänge von 38 bis 50 Millimeter. Ihre Färbung ist sehr variabel. Der Körper und die Vorderflügel sind blassgrün, blass gräulich oder blass gelblich braun, mit Spuren einer dunkleren Zeichnung, die bei manchen Individuen stärker ausgeprägt sein kann. Die Hinterflügel sind rosafarben mit grüner Musterung. Die Fühler und die vorderen Beine sind gelb bis orange.
Die Raupen sind grün, blaugrün, gelblich braun oder rötlich pink. Ihr Körper ist verhältnismäßig dick. Am Rücken verläuft ein breites, blaugrünes Längsband, das gelb und weiß gefleckt ist und eine violette Mittellinie einschließt. Die Körperseiten sind bläulich mit einem undeutlichen grünen schrägen Seitenstreifen, der vom vierten oder fünften Segment zum Analhorn verläuft. Dieses ist sehr kurz, kräftig, nach unten gekrümmt und violett. Am dritten Segment befindet sich ein ovaler Augenfleck, der etwas erhaben ist. Er ist weiß und hat einen violetten Kern. Die vorderen Beine sind dunkelrot. Die pinkfarbene Farbvariante der Raupe besitzt einen gelben Seitenstreifen.

## Verbreitung und Lebensraum
Die Art ist vom Kap der Guten Hoffnung bis nach Kenia verbreitet und ziemlich häufig. Sie besiedelt Wälder.

## Lebensweise
Theretra capensis fliegt in der Regel in der Dämmerung, kann aber auch morgens oder am Nachmittag, wenn die Sonne noch scheint, beobachtet werden. Die Raupen ernähren sich von Weinreben (Vitis), Cissus, Rhoicissus und Ampelopsis.

## Belege